# Фрегаты типа «Цзянвей-2»
Фрегаты типа 053H3 — серия китайских фрегатов, состоящие на вооружении ВМС НОАК. Строился с начала 1998—2005 на базе фрегата 053H2G. Построено 10 кораблей (521,522,523,524,527,528,564,565,566,567).

## Описание
На корабле в носовой части установлена АУ главного калибра (скорострельность 18 выстрелов/мин), за ней установлена ПУ ЗРК HQ-7 с 8 ЗУР и двумя зенитными орудиями малого калибра, посередине расположена рубка, на мачте обзорный радар Тип 360 2D с дальность 150 км, позади 2 ПУ по 4 ПКР, в кормовой части ангар для вертолета и 2 ЗАК.